# Het 14e kippetje
Het 14e kippetje is een Nederlandse film uit 1998 van Hany Abu-Assad met in de hoofdrollen Antonie Kamerling, Thekla Reuten en Dirk Zeelenberg.
Het originele scenario voor de film is geschreven door Arnon Grunberg. In 1998 werd het scenario ook uitgegeven in boekvorm. Het 14e kippetje was de openingsfilm op het Nederlands Film Festival 1998 in Utrecht en was geen succes in de bioscopen. De opbrengst was 155.380 euro en 29.631 mensen bezochten de film.

## Verhaal
Daniel Ackerman en Francesca Moorman zijn te laat voor hun trouwfeestje en moeten dus een taxi bellen. Zij weten niet waar het afgesproken restaurant ligt dus gaan ze op zoek naar iemand die het wel weet.
Ondertussen komen in het restaurant oude vrienden van het stel samen. Martin Teitel, Harold Cammer, Philip Berman, en Alfred Fener halen samen herinneringen over vroeger op.
Na een tijdje komen ook de ouders van Francesca en de moeder van Daniel aan in het restaurant en er ontstaat een grote bende als Harold en de vader van Francesca aan een eetcompetitie beginnen.
Tegen het einde van de film komen Daniel en Francesca aan bij het restaurant "De Tuin van Parijs" en volgt een ontknoping die het hele verhaal op zijn kop zet.

## Rolverdeling
| Acteur            | Personage               |
| ----------------- | ----------------------- |
| Hoofdrollen       |                         |
| Antonie Kamerling | Daniel Ackerman         |
| Thekla Reuten     | Francesca Moorman       |
| Dirk Zeelenberg   | Martin Teitel           |
| Bijrollen         |                         |
| Peter Paul Muller | Harold Cammer           |
| Kasper van Kooten | Philip Berman           |
| Michael Pas       | Alfred Fener            |
| Alice Reys        | Catherine               |
| Peer Mascini      | Mr. Moorman             |
| Cecile Heuer      | Mrs. Moorman            |
| Elsje de Wijn     | Mrs. Ackerman           |
| Victor Löw        | Jean                    |
| Roos Ouwehand     | Aafje                   |
| Rifka Lodeizen    | Philip Bermans vriendin |

## Scenario
Hany Abu-Assad werd in 1961 in Nazareth geboren in het gebied dat tegenwoordig de Westelijke Jordaanoever of Westbank wordt genoemd. Later verhuisde hij naar Nederland waar hij een aantal korte films maakte. Zijn debuut in de speelfilm maakte de Palestijnse regisseur met de Joodse Arnon Grunberg die het scenario schreef. De twee werkten in goede harmonie nauw samen, met de stilzwijgende afspraak niet te praten over de Palestijnse kwestie en de rol van Israël daarin. Wel kan Abu-Assad het niet laten om Grunberg regelmatig te laten weten dat als de film af was, hij Yasser Arafat mocht ontmoeten.

## Productie
De maker van de film vroegen om een budget van 2 miljoen gulden (ca. 900.000 euro), maar dit werd uiteindelijk 850.000 gulden (ca. 382.500 euro). Met name omdat de Nederlandse televisieomroepen geen bijdrage leverden. De film was de eerste zelfstandig geproduceerde lange low-budgetspeelfilm van IJswater Films. IJswater Films produceerde in de jaren daarvoor ongeveer dertig korte films, waaronder Zap (1994) van Paul Ruven. De opnamen werden gemaakt in Amsterdam, onder andere op de Nieuwe Keizersgracht, en het Amsterdamse Bos. Studio-opnames werden gemaakt in Studio De Wenck.

## Acteurs
Een aantal acteurs werd gevraagd om een rol te spelen in de film. Joep Onderdelinden, Katja Schuurman, Hans Teeuwen en Kees Prins weigerden, terwijl Jaap Spijkers en Gordon niet beschikbaar waren.

## Muziek
Speciaal voor de film schreef Volumia! het nummer "De ideale vrouw". 'De ideale vrouw' wordt gebruikt bij de aftiteling, het nummer 'Hou me vast' kwam van hun album en is in de film te horen tijdens een van de vrijscènes. In 1999 ontving Volumia! een Rembrandt voor de beste filmmuziek. In de film zijn de volgende nummers te horen:
- "Hou Me Vast" (Xander de Buisonjé) - uitgevoerd door Volumnia!
- "De Ideale Vrouw" (Xander de Buisonjé) - uitgevoerd door Volumnia!
- "Wegen" (Boudewijn de Groot/René Daalder) (Arrangement: Fons Merkies) - uitgevoerd door Dirk Zeelenberg & Victor Löw
- "Nummer 14" (Wim T. Schippers/ Fons Merkies) - uitgevoerd door Sander Vos
- "Francesca Vongole" (Arnon Grunberg/ Fons Merkies) - uitgevoerd door Anthonie Kamerling
- "Come On In" (Jan Tekstra) - uitgevoerd door Herman Brood
- "Not Impressed" (Fons Merkies) - uitgevoerd door Ellen Ten Damme